# Железная дипломатия

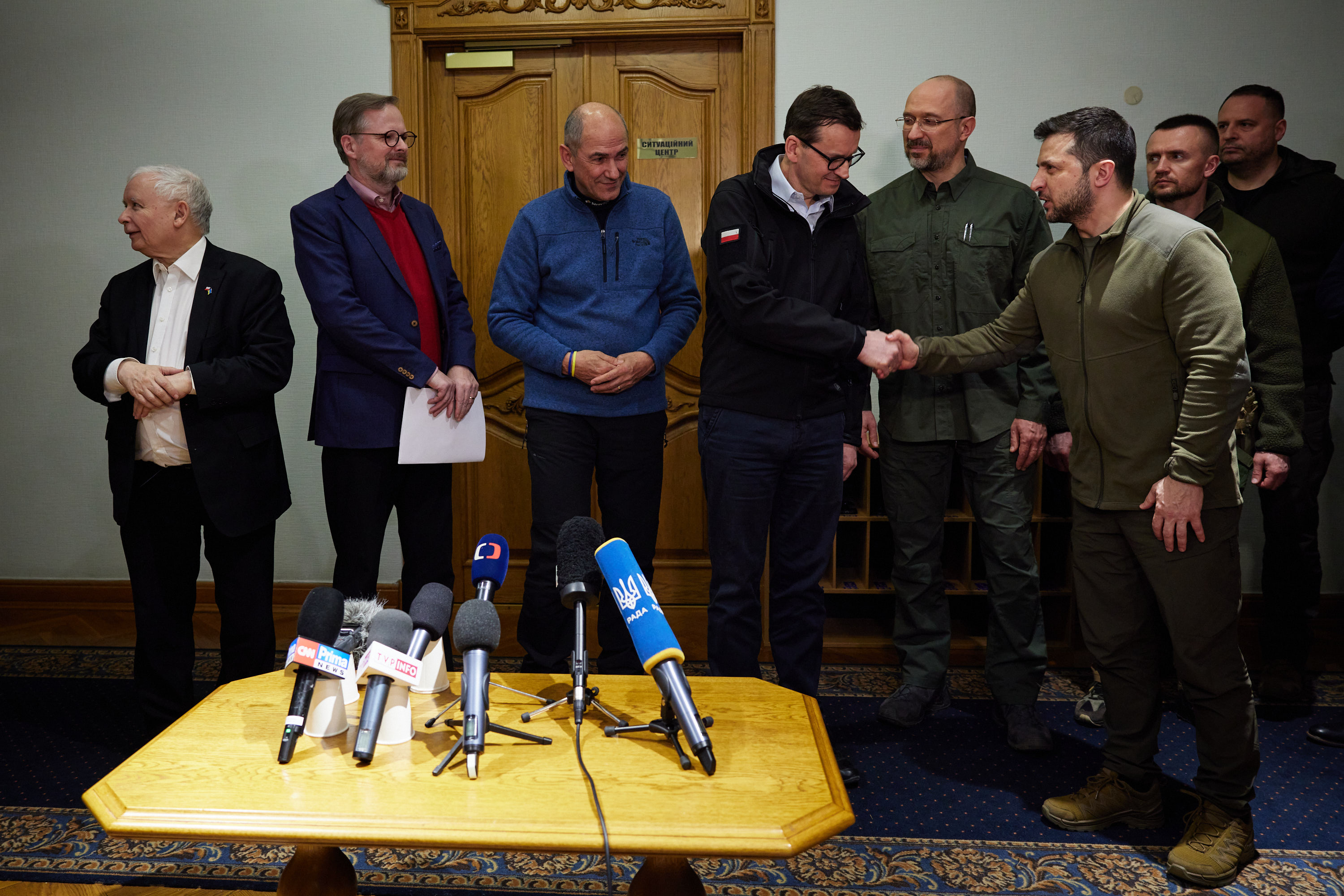
Первая иностранная делегация, прибывшая в Киев во время российского вторжения 2022 года, встретилась с украинскими лидерами после прибытия на поезде, март 2022 года.

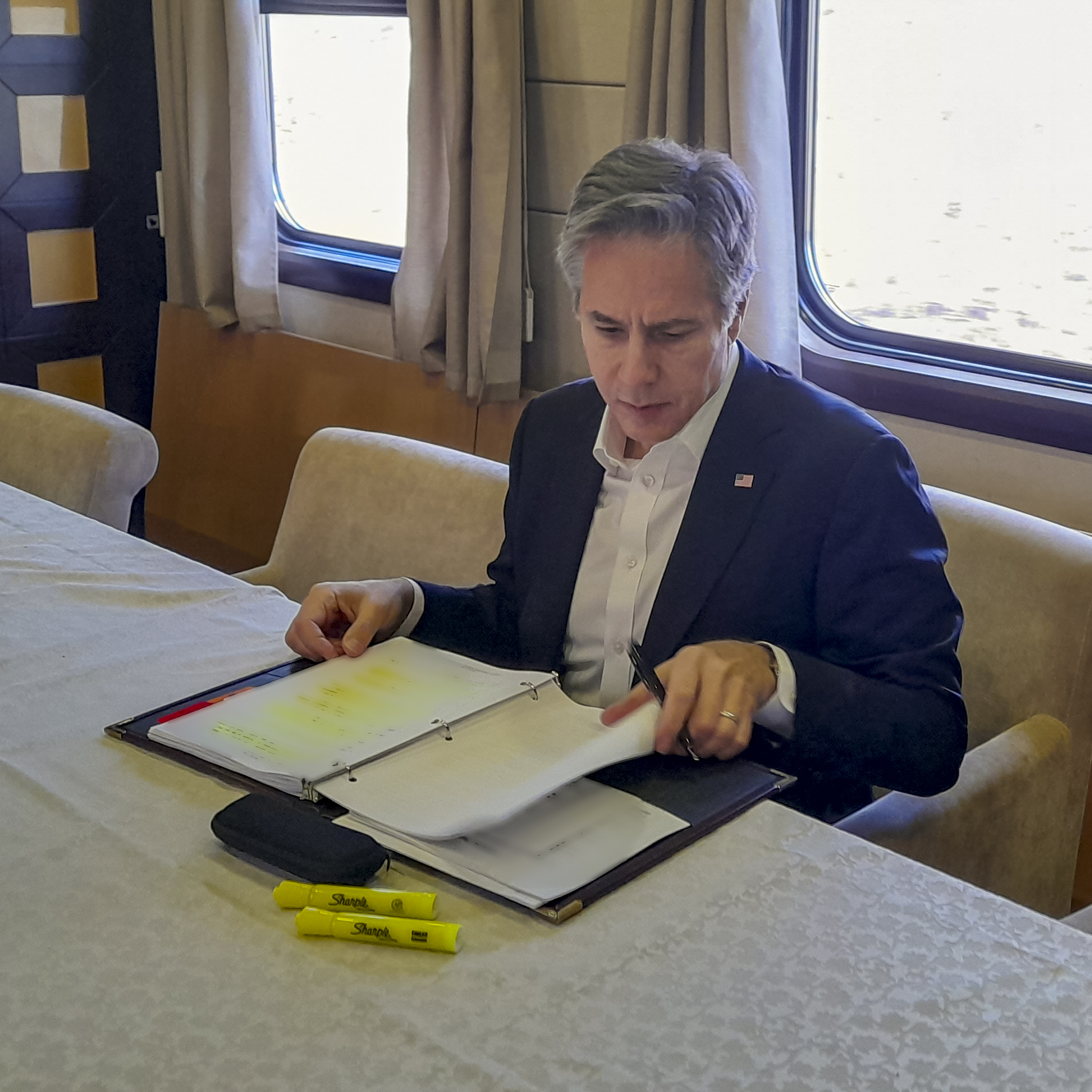
Госсекретарь США Энтони Блинкен в поезде по направлению в Киев, апрель 2022 года.

«Железная дипломатия» (укр. Залізна дипломатія) — практика перевозки мировых лидеров из Польши на Украину по железной дороге во время российского вторжения на Украину, начавшегося в 2022 году. Выражение было придумано Александром Камышиным, главой «Украинской железной дороги», на фоне того, что многие дипломаты стали вынуждены добираться в столицу Украины Киев и из неё на поезде. Причиной тому стала небезопасность использования украинского воздушного пространства во время боевых действий. Кроме того, первые иностранные лидеры, посетившие Киев во время российского вторжения, решили избежать полётов из Польши на Украину на польском военном самолёте, опасаясь, что российские власти истолкуют это как шаг к эскалации. Поездки на Украину, включая визит президента США Джо Байдена в 2023 году, начинаются в Польше с прибытия в аэропорт Жешув-Ясёнка, затем продолжаются прибытием на железнодорожную станцию Пшемысль-Главный, где лидеры стран садятся на ночной поезд до Киева.

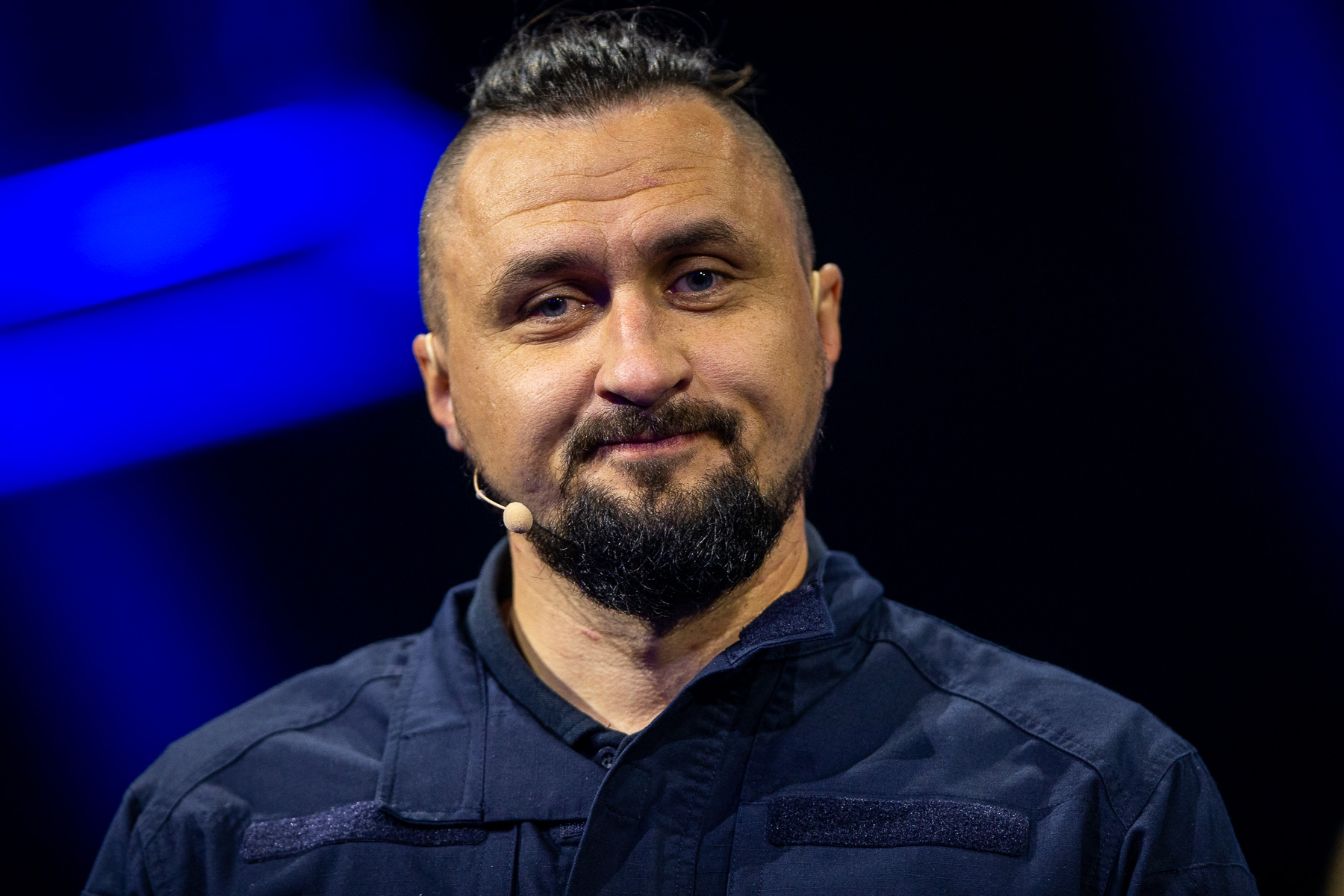
Александр Камышин, глава «Украинской железной дороги».

## Железнодорожная система
С начала российского вторжения в 2022 году воздушное пространство Украины было закрыто, а её дороги стали ненадёжными из-за боевых действий. В результате страна была вынуждена в значительной степени полагаться на свою железнодорожную систему для транспортировки гуманитарной помощи, беженцев, оружия, продовольствия на экспорт и др. Поскольку железнодорожная система имеет решающее значение для сопротивления Украины вторжению, «Украинская железная дорога» продолжала работать, несмотря на неоднократные нападения на систему, такие как ракетный удар по вокзалу Краматорска. Безопасность также была усилена: Александр Камышин, управляющий «Украинской железной дорогой», был вооружён и стал сопровождаться двумя телохранителями. Он держит своё расписание и местонахождение в секрете и избегает физических контактов со своей семьёй.
Дипломаты и другие мировые лидеры, желающие проехать через территорию Украины, сталкиваются с аналогичным отсутствием вариантов, поэтому они регулярно принимают участие в программе «железной дипломатии» Камышина. Поездка на поезде занимает около 10 часов. Украина предоставляет охрану для приезжающих лидеров, а Камышин держит в секрете детали их поездки, но иногда информация оказывается обнародованной до того, как делегация покидает Украину, что увеличивает риск нападения.

## Вагоны
Один из вагонов, используемых в программе «железной дипломатии», изначально был построен для богатых туристов на Крымский полуостров. Завершённый в 2014 году, он использовался всего несколько раз, прежде чем Россия аннексировала полуостров в начале того же года. Недавно модернизированные вагоны советской эпохи также использовались для программы «железной дипломатии». Хотя большинство вагонов были модернизированы высококлассной мебелью, чтобы позволить приезжим лидерам путешествовать с комфортом, не все вагоны были отремонтированы по одному и тому же стандарту. Расхождения в отношении размещения в вагонах поезда были отмечены президентом Франции Эммануэлем Макроном, канцлером Германии Олафом Шольцем и премьер-министром Италии Марио Драги во время их совместной поездки в Киев в июне 2022 года.

## Комментарии
1. ↑  Слева направо: вице-премьер Польши Ярослав Качиньский, премьер-министр Чехии Петр Фиала, премьер-министр Словении Янез Янша, премьер-министр Польши Матеуш Моравецкий, премьер-министр Украины Денис Шмыгаль и президент Украины Владимир Зеленский.